# Telicota ternatensis
Telicota ternatensis is een vlinder uit de familie van de dikkopjes (Hesperiidae). De wetenschappelijke naam van de soort is voor het eerst geldig gepubliceerd in 1907 door Swinhoe.